# غرنوقي بروقي
غرنوقي بروقي (الاسم العلمي:Geranium asphodeloides) هو نوع من النباتات يتبع جنس الغرنوقي من الفصيلة الغرنوقية. سمي هذا النوع نسبةً إلى نبات البروق.